# Молодіжна збірна НДР з футболу
Молодіжна збірна НДР з футболу (нім. Fußballnationalmannschaft der DDR (U-21-Männer)) — представляла Німецьку Демократичну Республіку на міжнародних футбольних турнірах і в товариських матчах з 1967 по 1990 роки.

## Виступи на чемпіонатах Європи

### Збірна до 23 років (1972 - 1976)
- 1972 — 3-є місце в Групі 7
- 1974 — 2-е місце
- 1976 — 2-е місце в Групі 7

### Збірна U-21 (1978 - 1992)
| Рік  | Підсумок                |
| ---- | ----------------------- |
| 1978 | 2-е місце               |
| 1980 | 2-е місце               |
| 1982 | Не пройшла кваліфікацію |
| 1984 | Не пройшла кваліфікацію |
| 1986 | Не пройшла кваліфікацію |
| 1988 | Не пройшла кваліфікацію |
| 1990 | Не пройшла кваліфікацію |

## Чемпіонат 1974
Чвертьфінали
| Команда 1 | Рахунок | Команда 2 | 1 матч | 2 матч |
| --------- | ------- | --------- | ------ | ------ |
| НДР       | 3:1     | Італія    | 2:1    | 1:0    |

Півфінали
| Команда 1 | Рахунок | Команда 2 | 1 матч | 2 матч |
| --------- | ------- | --------- | ------ | ------ |
| НДР       | 2:2     | Польща    | 0:0    | 2:2    |

Фінал
Матчі пройшли 15 та 28 травня 1974.
| Команда 1 | Рахунок | Команда 2 | 1 матч    | 2 матч    |
| --------- | ------- | --------- | --------- | --------- |
| НДР       | 3:6     | Угорщина  | 3:2 (1:2) | 0:4 (0:1) |

## Чемпіонат 1978
Чвертьфінали
Матчі пройшли 22 березня, матчі-відповіді 5 квітня 1978.
| Команда 1      | Заг.  | Команда 2 | 1-й матч | 2-й матч |
| -------------- | ----- | --------- | -------- | -------- |
| Чехословаччина | 5 - 6 | НДР       | 3 - 1    | 2 - 5    |

Півфінали
Матчі пройшли 19 квітня, матчі-відповіді 26 квітня та 2 травня 1978. 
| Команда 1 | Заг.  | Команда 2 | 1-й матч | 2-й матч |
| --------- | ----- | --------- | -------- | -------- |
| Болгарія  | 3 - 4 | НДР       | 2 - 1    | 1 - 3    |

Фінал
Матчі пройшли 7 та 21 травня 1978.
| Команда 1 | Заг.  | Команда 2 | 1-й матч | 2-й матч |
| --------- | ----- | --------- | -------- | -------- |
| НДР       | 4 - 5 | Югославія | 0 - 1    | 4 - 4    |

## Чемпіонат 1980
Чвертьфінали
Матчі пройшли 12 лютого, 26 березня та 2 квітня, матчі-відповіді 4 березня, 4 та 9 квітня 1980. 
| Команда 1 | Заг.  | Команда 2 | 1-й матч | 2-й матч |
| --------- | ----- | --------- | -------- | -------- |
| Угорщина  | 2 - 3 | НДР       | 2 - 0    | 0 - 3    |

Півфінали
Матчі пройшли 16 та 26 квітня, матчі-відповіді 23 та 30 квітня 1980.
| Команда 1 | Заг.  | Команда 2 | 1-й матч | 2-й матч |
| --------- | ----- | --------- | -------- | -------- |
| Англія    | 1 - 3 | НДР       | 1 - 2    | 0 - 1    |

Фінал
Матчі пройшли 7 та 21 травня 1980.
| Команда 1 | Заг.  | Команда 2 | 1-й матч | 2-й матч |
| --------- | ----- | --------- | -------- | -------- |
| НДР       | 0 - 1 | СРСР      | 0 - 0    | 0 - 1    |